# Sven-Ingvars
Sven-Ingvars — шведская поп-рок группа из города Слоттсбрун, Швеция. Группа была основана в 1956 году ударником Свеном Свэрдом (швед. Sven Svärd), Ингваром Карлссоном (швед. Ingvar Karlsson) (гитара и аккордеон) и Свеном-Эриком Магнуссоном (швед. Sven-Erik Magnusson) (вокал, гитара, кларнет). Позднее к группе присоединились сначала Руне Бергман (Rune Bergman) на бас-гитаре, а затем Свен-Улоф Петерссон (Sven-Olof Petersson) на тенор- и баритон-саксофоне. Группа записала свой первый EP как квартет в начале 1960-х («Guitar Boogie»). В середине 1960-х группа обрела популярность в Швеции с такими хитами как «Te' dans me' Karlstatösera», «Ett litet rött paket», «Fröken Fräken», «Börja om från början», «Säj inte nej, säj kanske, kanske, kanske», «Vid din sida», «Önskebrunnen» и многими другими. Они были настолько популярными, что в 1963 году выступали на разогреве перед концертом The Beatles.
На сегодняшний день Ингвар Карлссон — единственный музыкант из оригинального состава группы, который играет в ней с 1956 года. С 1970-х годов группу нередко относили к жанру «dansband». В 1990 году Sven-Ingvars получили премию «Grammis» в категории «Лучшая Dansband года». В 2005 году группа также была награждена «Grammis» — «Специальный приз жюри».
Бывший член группы Свен-Эрик Магнуссон умер 22 марта 2017 года от рака. С тех пор с группой в качестве вокалиста выступает его сын, Оскар Магнуссон.

## Сотрудничество
- Группа записала песню «Ge allt du kan», написанную шведским музыкантом Пером Гессле. Позднее Гессле исполнил её на своём собственном сольном альбоме «En vacker dag» (2017).
- 29 июля 2018 года на концерте группы в амфитеатре «Dalhalla» (англ.) в Швеции среди почётных гостей, выступавших вместе с Sven-Ingvars, были шведские певицы Хелена Юсефссон и Сабина Думба. В рамках этого гастрольного тура группа впервые исполнит песню «Du och jag» (Ты и я), записанную в Сконе, на студии Кристофера Лундквиста, продюсера группы Roxette.[4][5]

## Дискография
- Dans ikväll (1966)
- Nu är vi här… igen (1968)
- Sven-Ingvars i Carnegie Hall (1970)
- Sven-Ingvars i Frödingland (1971)
- Man borde inte sova (1972)
- På turné (1973)
- Allt går igen (1973)
- Guld (1975)
- Playa blanca (1976)
- Åh, va skönt (1977)
- Ett vykort från Sven-Ingvars (1978)
- Apropå (1980)
- Sven-Ingvars jubileums à la carte (1981)
- Å vilka tider (1982)
- Våga — vinn (1983)
- Exposé (1985)
- Nya vindar (1987)
- Sven-Ingvars kvartett rainbow music (1989)
- Dansparty (1992)
- Allt går igen (1993)
- Två mörka ögon (1994)
- På begäran (1994)
- Byns enda blondin (1994)
- En dröm om våren (1995)
- Du flicka med vind i ditt hår (1995)
- Septemberbarn (1995)
- Kärlekens alla färger (1995)
- Lika ung som då (1996)
- Hus till salu (1997)
- Nio liv (1998)
- Älskar du mig (1999)
- Retro aktiv (2000)
- Här nere på jorden (2001)
- Musik vi minns (2003)
- Guld & Glöd (2005)